# پرینگل (داکوتای جنوبی)
پرینگل (به انگلیسی: Pringle) شهری در ایالت داکوتای جنوبی کشور ایالات متحده آمریکا است که جمعیت آن در سرشماری سال ۲۰۱۰ میلادی، ۱۱۲ نفر بوده‌است.